# Зоран Поповић (филмски редитељ)
Зоран Поповић (Књажевац, 1956) српски је филмски редитељ, продуцент, критичар, педагог и менаџер фестивала.

## Биографија
Дипломирао је филмску и телевизијску режију на Факултету драмских уметности у Београду.
Поповић је био сценариста и режисер документарних, играних, образовних и музичких програма за ТВ Београд. Радио је десет година на телевизији.
У једном периоду је радио и као предавач на ФДУ.
Он је организовао и водио прве радионице документарног филма у Србији.
Заједно са супругом редитељком Светланом Поповић, оснивач је Центра за визуелне комуникације „Квадрат”. У оквиру ове школе филма, продуцирано је на стотине краткометражних филмова а неколико српских филмских редитеља, продуцената и других стваралаца је стекло основно филмско образовање. „Квадрат” је такође продуцирао више експерименталних филмова.
Један од оснивача и руководилаца фестивала дугометражног документарног филма Седам величанствених.
Био је део жирија филмских фестивала.
Добитник је годишње награде Европске документаристичке мреже „за изузетан допринос развоју европске културе у области документарног филма“, која му је додељена 2007.
Из брака са Светланом има сина Ненада, монтажера.